# Leuctra fraterna
Leuctra fraterna är en bäcksländeart som beskrevs av Morton 1930. Leuctra fraterna ingår i släktet Leuctra och familjen smalbäcksländor. Inga underarter finns listade i Catalogue of Life.